# Episodi di Army Wives - Conflitti del cuore (sesta stagione)
La sesta stagione della serie televisiva Army Wives - Conflitti del cuore è stata trasmessa negli Stati Uniti dal 4 marzo al 9 settembre 2012 su Lifetime.
In Italia, la stagione è stata trasmessa in prima visione dal 4 luglio al 28 novembre 2012 su Fox Life. In chiaro è stata trasmessa dall'11 luglio al 26 luglio 2013 su Rai 2.
| nº | Titolo originale      | Titolo italiano           | Prima TV USA     | Prima TV Italia   |
| -- | --------------------- | ------------------------- | ---------------- | ----------------- |
| 1  | Winds of War          | Venti di guerra           | 4 marzo 2012     | 4 luglio 2012     |
| 2  | Perchance of Dream    | Sognare, forse...         | 4 marzo 2012     | 11 luglio 2012    |
| 3  | The Best of Friends   | I migliori amici          | 11 marzo 2012    | 18 luglio 2012    |
| 4  | Learning Curve        | Curva di apprendimento    | 18 marzo 2012    | 25 luglio 2012    |
| 5  | True Colors           | Concorrenza sleale        | 25 marzo 2012    | 1º agosto 2012    |
| 6  | Viral                 | Contagio                  | 1º aprile 2012   | 8 agosto 2012     |
| 7  | System Failure        | Errore di sistema         | 8 aprile 2012    | 15 agosto 2012    |
| 8  | Casualites            | Danni collaterali         | 15 aprile 2012   | 22 agosto 2012    |
| 9  | Non-Combatants        | Non-combattenti           | 22 aprile 2012   | 29 agosto 2012    |
| 10 | After Action Report   | Rapporto di fine missione | 29 aprile 2012   | 5 settembre 2012  |
| 11 | Fallout               | La caduta                 | 6 maggio 2012    | 12 settembre 2012 |
| 12 | Blood Relative        | Parentela di sangue       | 13 maggio 2012   | 19 settembre 2012 |
| 13 | General Complications | Complicazioni             | 20 maggio 2012   | 26 settembre 2012 |
| 14 | Fatal Reaction        | Reazione fatale           | 24 giugno 2012   | 3 ottobre 2012    |
| 15 | Tough Love            | Amore difficile           | 1º luglio 2012   | 10 ottobre 2012   |
| 16 | Battle Scars          | Cicatrici di guerra       | 8 luglio 2012    | 17 ottobre 2012   |
| 17 | Hello Stranger        | Estranei                  | 15 luglio 2012   | 24 ottobre 2012   |
| 18 | Baby Steps            | Primi passi               | 22 luglio 2012   | 31 ottobre 2012   |
| 19 | Centennial            | Il centenario             | 5 agosto 2012    | 7 novembre 2012   |
| 20 | The War at Home       | La guerra a casa          | 12 agosto 2012   | 14 novembre 2012  |
| 21 | Handicap              | Handicap                  | 19 agosto 2012   | 21 novembre 2012  |
| 22 | Domestic Maneuvers    | Manovre di famiglia       | 26 agosto 2012   | 28 novembre 2012  |
| 23 | Onwards               | Avanti!                   | 9 settembre 2012 | 28 novembre 2012  |